# 조순 (1913년)
조순(趙淳, 1913년 5월 22일 ~ 1984년 3월 27일)은 대한민국의 정치가였다. 호(號)는 산남(山南).
광주고등보통학교를 졸업하고 곡성용재주식회사 사장, 대한청년단 곡성군 단장, 자유당 곡성군당 위원장, 자유당 원내총무, 국회운영위원장, 자유당 전남도당 위원장, 제2대, 제3대, 제4대 민의원의원을 역임하였다.

## 역대 선거 결과
|  | 28.02% |

|  | 59.38% |

|  | 55.70% |

|  | 8.27% |

## 참고 자료
- 조순 - 대한민국헌정회